# Moskau City

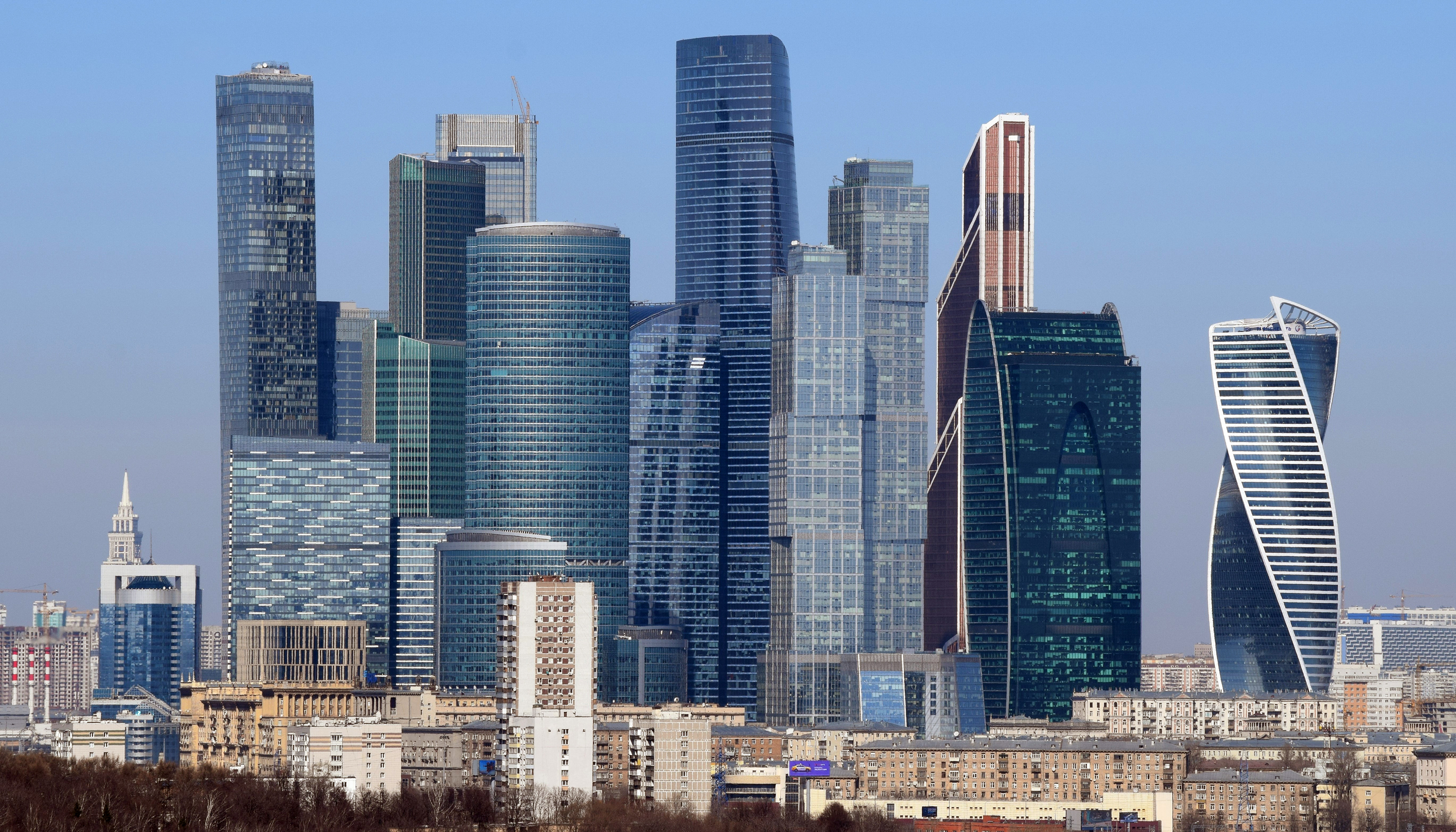
Moskwa City, 2020

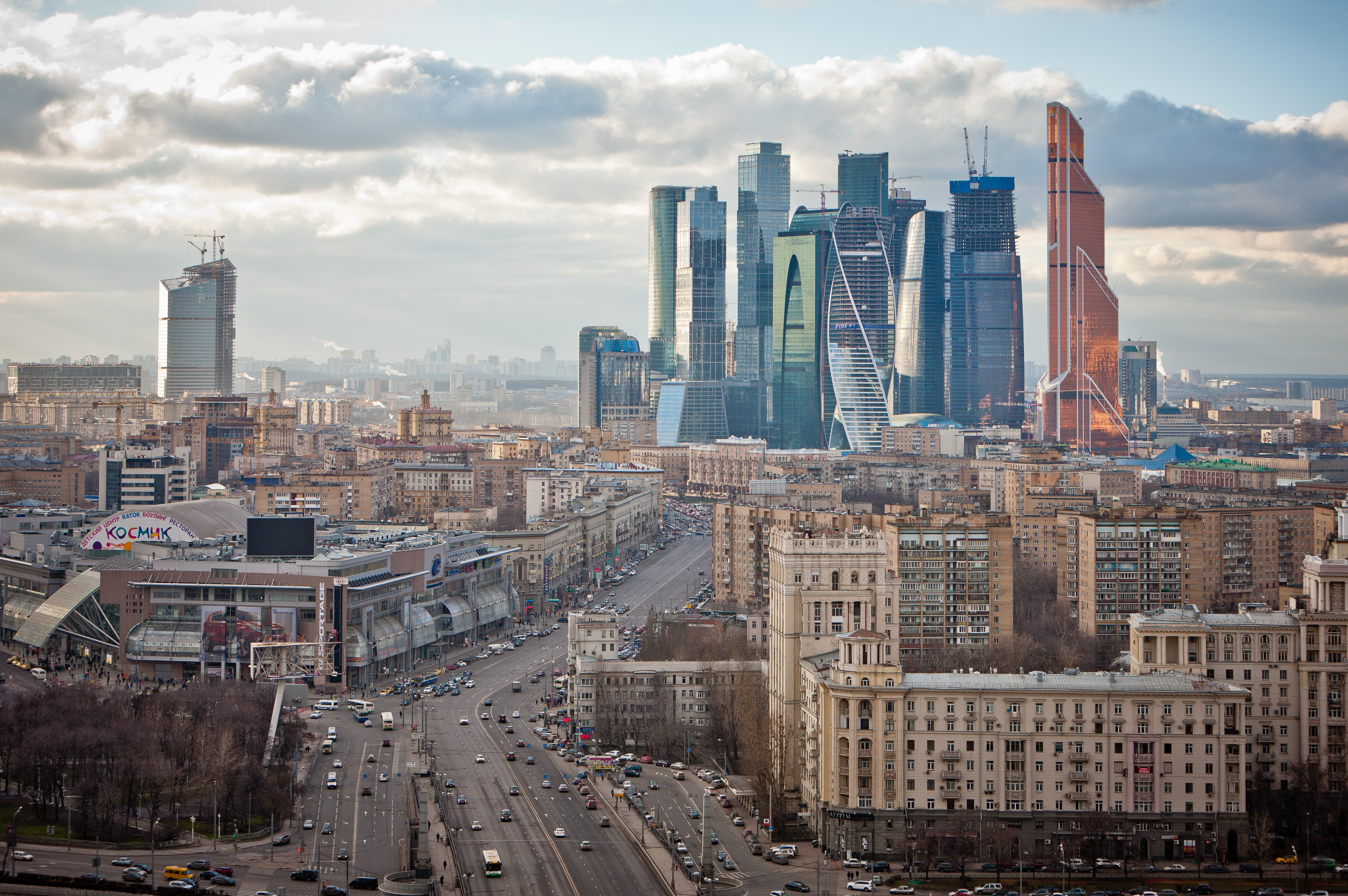
Stadtansicht mit Blick auf das Geschäftszentrum

Moskau City (russisch Москва-Сити Moskwa-Siti) ist ein im Bau befindliches Stadtviertel in der russischen Hauptstadt Moskau. Die vollständige Bezeichnung lautet Московский международный деловой центр «Москва-Сити» (deutsch Moskauer internationales Geschäftszentrum „Moskwa City“; englisch Moscow International Business Center, MIBC oder IBC). Es liegt hauptsächlich am linken Moskwa-Ufer am westlichen Rand des Zentralen Verwaltungsbezirks, etwa 5 km Luftlinie vom Kreml entfernt, und soll vor allem Geschäfts- und Bürogebäude aufnehmen, darunter auch zahlreiche architektonisch spektakuläre Wolkenkratzer. Vereinzelt sind in den entstehenden Gebäuden luxuriöse Wohneinheiten geplant. Das höchste Gebäude ist das Federazija, das bei Fertigstellung der höchste Wolkenkratzer, heute noch der zweithöchste, Europas war.
Die Anfänge von Moskau City gehen auf das Jahr 1992 zurück, als mit Unterstützung der Moskauer Stadtverwaltung die Aktiengesellschaft „Moskwa-City“ gegründet wurde, die als Pächter des etwa 100 Hektar großen Geländes und Auftraggeber der Bauprojekte auftritt. Die Idee dieses Projekts beruhte darauf, dass die Grundstückspreise am Rande der Innenstadt noch relativ niedrig lagen und keine historisch wertvolle Bausubstanz abgerissen werden musste. Außerdem gab es hier bereits eine sehr gute Verkehrsinfrastruktur, die nur noch modernisiert und integriert werden musste. Die ersten Bauaktivitäten auf dem künftigen Areal von Moskau City begannen Mitte der 1990er Jahre.

## Bauobjekte

### Übersicht
- Fläche 0 – Tower 2000 und Bagration-Brücke
- Fläche 1 – One Tower
- Fläche 2,3 – Evolution Tower
- Fläche 4 – Imperia Tower
- Fläche 5 – Expocenter
- Fläche 6–8 – Zentralkern
- Fläche 9 – Gorod Stoliz
- Fläche 10 – Nabereschnaja-Turm
- Fläche 11 – IQ-Quarter
- Fläche 12 – Eurasia
- Fläche 13 – Federazija
- Fläche 14 – Mercury City Tower
- Fläche 15 – Rathaus und Dumagebäude
- Fläche 16 – OKO Tower[1]
- Fläche 17–18 – Neva Towers
- Fläche 19 – Nordturm

Die ursprünglich auf den weiteren Flächen geplanten Gebäude werden vorerst nicht errichtet.

### Tower 2000 und Bagration-Brücke
Die ersten fertiggestellten Bauvorhaben von Moskau City sind das 34-stöckige Bürogebäude
Tower 2000 (russ. Башня 2000), das sich am rechten Flussufer befindet sowie die daran angeschlossene, überdachte, zweigeschossige Bagration-Brücke, in der sich mehrere Dutzend Geschäfte und eine Aussichtsplattform befinden. Die Brücke, welche eine Verbindung mit dem City-Areal herstellt, wurde bereits 1997 und der Tower 2000 Ende 2001 fertiggestellt. Seit 2005 hat der Komplex einen direkten Metro-Anschluss bekommen, nachdem die Station Wystawotschnaja (Delowoi Zentr), die einen direkten Zugang auf die Brücke (auf der linken Uferseite) hat, fertiggestellt wurde.

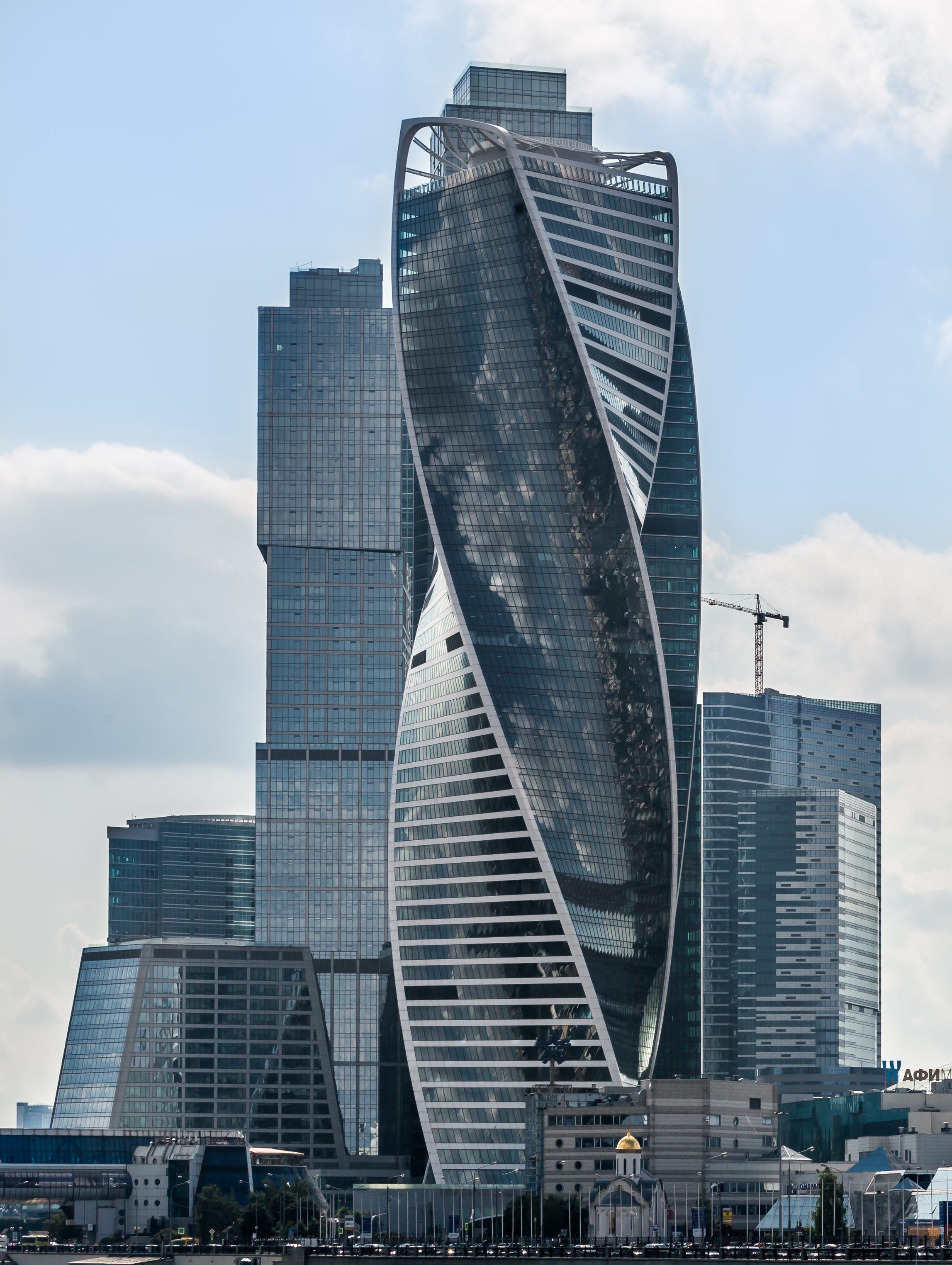
Evolution im Vordergrund

### Evolution Tower
Das Gebäude Evolution (vorher City Palace oder Wedding Palace (Hochzeitspalast), russ. Московский дворец бракосочетания) ist 255 Meter und 54 Stockwerke hoch. Mit dem Bau wurde 2011 begonnen, Ende 2014 erfolgte die Fertigstellung. Neben Banketträumen und Restaurants hat das Gebäude hauptsächlich Büroräume zu bieten. Jedes Stockwerk ist zum vorigen um 3 Grad versetzt, so dass sich eine insgesamte vermeintliche Drehung von 156 Grad ergibt. 2016 wurde es für 1 Milliarde US-Dollar an Transneft verkauft.

### Imperia Tower
Der Imperia Tower ist ein Gebäudekomplex von 239 Meter und 60 Stockwerken Höhe, der ein Fünf-Sterne-Hotel, verschiedene Büroräume, Wohneinheiten, Läden sowie ein Freizeitbad beinhaltet. Der Wolkenkratzer wurde 2011 vollendet, liegt unmittelbar am Flussufer und hat einen direkten Anschluss zur Anlegestelle der Ausflugsschiffe.

### Zentralkern
Der Zentralkern der Moskau City (russ. Центральное ядро) besteht aus einem unter- wie auch oberirdischen Einkaufs- und Unterhaltungszentrum, einem Hotel, einer Kino- und Konzerthalle, Parkhäusern sowie direkten Zugängen zu anderen Gebäuden des Geschäftsviertels. In den unterirdischen Teil des Zentralkerns ist der Zugang zur U-Bahn integriert, der durch Schnellverkehrsanbindungen zu den Flughäfen Scheremetjewo und Wnukowo ergänzt werden soll.

### Gorod Stoliz
Gorod Stoliz (russ. Город столиц, engl. Capital City) ist ein Komplex aus zwei Gebäuden, die die beiden Hauptstädte Russlands (die offizielle, Moskau, und die kulturelle, Sankt Petersburg) symbolisieren sollen. Die Fertigstellung erfolgte 2010. Der als „Moskau“ bekannte Turm mit 76 Stockwerken erreicht 302 Meter Höhe, und der als „St. Petersburg“ bekannte 257 Meter Höhe bei 65 Stockwerken. Die Architektur erinnert an 6 bzw. 5 gestapelte „Bauklötzchen“.

### Nabereschnaja-Turm
Nabereschnaja-Turm (russ. Башня на Набережной Baschnja na Nabereschnoi) ist ein Komplex aus drei Hochhäusern, darunter einem 268 Meter hohen Wolkenkratzer. Der Baubeginn erfolgte im Oktober 2003. Die drei Gebäude waren ursprünglich 17, 27 bzw. 56 Stockwerke (250 Meter) hoch vorgesehen, wobei das erste bereits im Oktober 2004 und das zweite im Oktober 2005 bezugsfertig wurde. Der als Naberezhnaya Tower C bekannte Wolkenkratzer wurde letztlich auf 62 Etagen erhöht, Fertigstellung war 2007. Die drei Gebäude enthalten Büroräume. Ein Untergeschoss ist als Einkaufszentrum vorgesehen, die restlichen Untergeschosse als Parkhaus.

### Verkehrsterminal
Als Verkehrsterminal ist ein Umstiegsknoten von der U-Bahn in die geplante Schnellbahn vorgesehen, die das Geschäftsviertel mit den Moskauer Verkehrsflughäfen verbinden soll. Die Fertigstellung ist für Ende 2015[veraltet] geplant; neben dem eigentlichen Umstiegsbahnhof sollen auch hier Laden- und Büroflächen sowie drei Hotels entstehen.

### Eurasia
Das vormals auch als Parcel 12 bekannte Projekt ist ein  Geschäfts- und Unterhaltungszentrum. Das Gebäude ist 309 Meter und 75 Stockwerke hoch und bietet sowohl Büroflächen als auch Wohneinheiten, darüber hinaus Läden, Restaurants und ein Fitnesszentrum. Die unteren Stockwerke sollen als Parkhaus für bis zu 1000 Pkw-Stellplätzen genutzt werden. Außen am Gebäude ist außerdem ein Panorama-Aufzug geplant.

### Federazija
Federazija ist ein Gebäudekomplex bestehend aus zwei Hochhäusern. Der höhere Federazija Wostok ist 373 Meter und 95 Stockwerke hoch, der niedrigere Federazija Sapad 243 Meter bei 62 Stockwerken. Ursprünglich sollten beide Gebäude von einer 506 Meter hohen Spitze in der Mitte übertroffen werden. Der Baubeginn erfolgte im Jahr 2005. Das Gebäude erreichte 2016 seine Endhöhe und wurde 2017 fertiggestellt.

### Mercury City Tower
Der Mercury City Tower (russ. Меркурий Сити Тауэр) ist 339 Meter hoch, hat 75 Stockwerke und wurde 2013 fertiggestellt. Ähnlich wie das Eurasia-Komplex werden in dem Gebäude Büroflächen, Luxusappartements, Einzelhandelsbetriebe und Restaurants Platz finden. Architektonisch besteht er aus drei unterschiedlich hohen, oben abgeschrägten Gebäudeteilen.

### Oko Business Centre
Der 2015 fertiggestellte OKO – Residential Tower (OKO Tower 1, 16 IBC Tower 1) war mit 353 Metern und 90 Etagen bis zur Fertigstellung des Federazija der höchste Wolkenkratzer in Moskau.
Im gleichen Jahr wurde der OKO – Office Tower (OKO Tower 2, 16 IBC Tower 2) mit 224 Metern und 46 Stockwerken fertiggestellt.

### Nordturm
Der Nordturm (russ. Северная башня) ist mit einer Höhe von 108 Metern und 27 Stockwerken ein eher unauffälliges Bauwerk unter den Hochhäusern von Moskau City. Es wurde von 2005 bis 2007 errichtet und enthält Büroräume, eine Konzerthalle, ein Fitnesscenter sowie Gastronomiebetriebe.

## Ereignisse im Zusammenhang mit dem russischen Überfall auf die Ukraine
Am 30. Juli 2023 wurden nach russischen Angaben zwei ukrainische Drohnen über Moskau City zerstört, wobei eine Person verletzt wurde und geringe Gebäudeschäden entstanden.